# 宮崎宣子
宮崎 宣子（みやざき のぶこ、1979年9月4日 - ）は、フリーアナウンサー、実業家。元日本テレビアナウンサー。2019年3月までプロダクション尾木に所属していた。同年4月から個人事務所Aloha herbに所属。

## 経歴・人物
宮崎県宮崎市出身。都城市に住んでいたこともある。
宮崎市立池内小学校、宮崎市立大宮中学校、宮崎県立宮崎北高等学校、早稲田大学第一文学部英文学専修に指定校推薦入学。東京アナウンスセミナー修了。
高校1年生の冬、フジテレビの木佐彩子・TBSの雨宮塔子（いずれも当時）に触発され、アナウンサーを目指す。早稲田大学時代はアナウンス研究会（WAK）所属、同時に専門学校アナウンスセミナーにも通う（同窓に枦山南美がいる）。ミス早稲田にエントリーするも最終選考でグランプリを逃す。なお、アナウンサーの第一志望局はフジテレビだったとの事。
2002年4月、日本テレビに入社。日本テレビ入社後3年間は担当番組がなかったが『ラジかるッ』担当以降は主に情報・バラエティ番組やナレーションを担当した。
2007年12月11日、『ラジかるッ』に寝坊で45分間の遅刻。急遽、古市幸子アナウンサーが代理を務め、番組途中から宮崎が登場。翌12日は、この遅刻を報じた東京中日スポーツを同番組内で自ら紹介した。この出来事はスポーツ新聞全6紙に記事が掲載された。
2008年2月17日、第2回東京マラソンに、同僚の日テレアナウンサー11人と苦手のフルマラソンに参加。大方の予想をくつがえし、6時間51分6秒で完走した。
2009年5月22日、一部スポーツ紙に、今夏にも日本テレビを退社すると報じられたが、同年7月9日放送の『秘密のケンミンSHOW』にゲスト出演した際に明確に否定した。同年6月10日より、顎関節症の治療に専念するため、担当中の全てのレギュラー番組から一時降板し、休養する。2010年2月1日より復職。その後は仕事と治療を並行していく。
2010年4月より『Oha!4 NEWS LIVE』で復職後初のレギュラー番組に出演したが、体調不良を理由に9月末に降板した。2011年3月まで休職し、4月から再復帰した。再復帰後初のレギュラー番組は『アナどきっ!』。
2011年12月24日にレコード会社勤務の男性と結婚。2012年3月で日本テレビを退職することも明らかにした。
2012年3月30日に日本テレビを退社。5月29日、プロダクション尾木に所属し、フリーアナウンサーとして活動を再開することが報じられた。同年6月25日放送の『ネプリーグ』（フジテレビ系列）でフリーアナウンサーデビューを果たした。
2014年9月5日、離婚したことを公表した。
2018年10月4日に自身がプロデュースするハーブの会社・EMARAを設立し、代表を務める。
2021年12月21日、大手航空会社に勤める10歳年下のパイロット男性と11月6日に再婚したことを公表。
2022年4月、早稲田大学大学院経営管理研究科に入学。
2023年7月20日、不妊治療を経て、第1子を妊娠したことを発表。10月4日、第1子男児を出産した。

## エピソード
- 高校時代はテニス部に所属していた影響もあってか、ゴルフなどの球技が得意で、東尾理子など、芸能人とラウンドしている。
- 早稲田大学入学は指定校推薦であったが、クラスで一番優秀な成績であり、指定校枠での入学となったが、模試では十分に早稲田大学合格圏内であった。そのエピソードは日テレ時代に「アナザーアナ」で恩師に宛てた手紙として披露していた[22]

### 家族
- 父親は高校の国語教師で、俳優の温水洋一は高校時代に教わったことがあると宮崎に明かしている[2]。
- 愛犬はトイプードルのりんちゃん。

## 出演
太字は、出演中

### 日本テレビ時代
- アナちゃん劇場（2002年10月 - 2003年3月）
- AX MUSIC-TV 01 女子アナの部屋（2002年10月 - 2003年3月）
- NNNニューススポット（天気予報）（2002年10月 - 2006年3月）
- TVおじゃマンボウ（隔週リポーター 2002年10月 - 2006年3月）
- AX MUSIC-TV 01 Weekly Countdown（ナレーション及週替りで進行 2003年4月 - 9月）
- ものまねバトル（2003年9月 - 2004年12月）
- シオドメディア（ナビゲーター：二代目占い師見習い 2004年4月 - 2005年9月）
- 音楽戦士 MUSIC FIGHTER（アシスタント 2004年10月 - 2005年10月）
- ラジかる!!（2005年10月 - 2006年3月）
- 日テレ7 続きはネットで…（2008年1月9日 - 同年6月）
- アナ☆パラ（2008年3月31日 - 同年7月）
- 3人協力クイズ!シャムロック（2008年6月7日 - 同年7月）
- ラジかるッ　ラジかるッ×ポシュレ（2006年4月3日 - 2009年3月）
- ザ!世界仰天ニュース（2006年4月26日 - 2009年5月）
- サプライズ（2009年4月 - 2009年5月）※火曜日のみ
- 食は知恵なり-自然のちから-（2005年4月4日 - 2009年5月）
- 夜明けのマルシェ（2008年7月4日 - 2009年5月）
- Oha!4 NEWS LIVE（水・木・金曜日担当、2010年3月31日 - 2010年10月29日[注 1]）
- 日テレNEWS24（不定期・土曜の日テレアナ担当枠）
- イブニングプレス donna（月曜、2011年4月4日 - 2012年3月19日）
- アナどきっ!（2011年4月1日 - 2012年3月30日）

#### 劇場アニメ
- 「犬夜叉 紅蓮の蓬莱島」（蛍役）（2004年12月）

#### テレビアニメ
- 「DEATH NOTE」（キャスター役）（2006年10月4日）
- 「ヤッターマン限定版 ドロンボーvsみのもんた」（宮崎宣子役）（2008年5月5日）

#### テレビドラマ
- 「新幹線ガール」（新幹線パーサー 橋元怜役）（2007年7月4日）

#### テレビCM
- 2007年夏の日テレイベント「GO!SHIODOMEジャンボリー」のテレビCMを担当（8月中旬）
- 日テレ「SPOT」企業訪問型の60秒[注 2] スポットCMに出演（2008年4月28日〔9:53〕 - 5月9日）

### フリー転向後
- 音ボケPOPS（TOKYO MX／2015年10月3日 - )
- 土曜の午後は♪ ヒゲとノブコのWEEKEND JUKEBOX（文化放送／2014年4月5日 - 2016年9月24日）
- 若大将のゆうゆう散歩「ゆうゆう散歩 いいものさがし」（テレビ朝日／2014年7月1日 - 2015年9月25日）
- 特選いいものさがし（テレビ朝日／2014年8月28日 - 9月）
- サンデー・ジャポン（TBS）（2007年3月18日・5月13日・5月20日・6月10日・7月1日・11月18日）
- ケロンパのナカメへおいでよ！（BS11）2025年4月～：ナレーション。

#### ウェブテレビ
- 邪道だらけの夜の大運動会2018（AbemaSPECIAL2、2018年4月30日 - ）[23][24]